# 舊字形

维基百科的繁体中文标识，其中使用了旧字形而非更接近手写楷书的港台官方规范字体（分別作：「維基百科」和「維基百科」）。

舊字形，又稱傳承字形、傳統字形，指傳統的漢字字形，尤指活字印刷後的印刷字形。該字體於明朝逐步成型，在日本被稱為舊字體、正字體或康熙字典體；在中國大陸也指漢字改革和《印刷通用漢字字形表》頒佈前所使用的字形。廣義上又指各國制定新字形之前的所有字形，跟大陸規範字形、臺灣國字標準字體、香港常用字字形表相對立 。使用舊字形的代表書籍有《康熙字典》、《中華大字典》、《大漢和辭典》、《中文大辭典》、《漢韓大辭典》等。
舊字形並沒有硬性的唯一標準，《康熙字典》所用的字形、中國大陸舊字形、韓國印刷字形、台灣部分印刷字形、Windows XP及更早版本中附帶的細明體所用字形都可称为旧字形，并各有些許差異。目前亦有開源社群維護綜合過往學界各大家共識的現代化標準。

## 起源
雕版印刷時期往往直接使用書寫體（楷書），自宋朝始以木板作活版印刷時爲順應木紋理，將漢字的外框和中宮改爲矩形、加粗豎畫以降低雕刻損耗。在橫畫末端、豎起筆處添加三角以提升活字磨損後印出文字辨認度。因其形態與傳統楷書有較大的偏差，套用楷書的處理方法已不適用，出於美觀性而作調整。在明朝時，這種字體正式成型，稱爲明體。於字形筆畫方面，不同於手寫楷書的隨意、多變、易於書寫等性質，更講求點畫分明和結構的對稱美觀，字樣往往比時人的楷書字形更符合字理。

## 與楷書或新字形之主要區別
舊字形與楷書及基于楷書的新字形之間，可能出現的一些主要區別。

### 外觀方面
- 斷筆[7]：在「𠃊、𠄌、𡿨」等複合筆畫的交接，縱向筆畫切出斜向筆畫，橫向筆畫切出縱向筆畫。或称「折画[8]」「露芒」。
  - 齊足：在「口、囗、凵、山」等部件中，左右兩邊的豎筆同時向下伸出，即遵循「𠃊」的断笔，以維持字形平衡，避免「跛足」。新字形则不齊足。
- 不避重捺：若一個字內本應該出現多個捺畫時，不仿照楷書將次要捺（如「食」的最後一筆、「焚」的第八筆）改作點。
- 末捺的運用：若「木、禾、大」等部件沒必要避讓，例如在字的右旁或下方，末筆都作捺。新字形中，即使不必避讓，也經常改作點。
- 捺畫起筆：部份舊字形中，一些捺起筆增加挑畫（如「乂、廴」）或橫畫（如「入、八」）。
- 氵·冫：末筆作點挑[註 2]。
- ：首筆作撇點，不作撇挑[註 3]。
- ：下方作象絲絮的「𡭔」形，不作「小」或三點[註 4]。
- ⻍：作「點－點－橫豎－挑扁捺」，不作楷書「⻎」或新字形「⻌」。
- ：首筆作直點[註 5]。
- ：末畫作橫[註 6]。
- ：首劃作撇。
- ：第三筆作左點。
- ：第三、第四筆作「◲」形，中國大陸簡化字則方向相反作「𠃍」並合併成一筆；中華民國教育部推薦的國字標準字體則與舊字形相同兩筆形成「◲」。
- ：首筆作撇，手寫楷書則常作點。
- ：作四撇，羽毛向着同一方向之貌。
- ：左、右四小筆皆向外，左兩筆為撇，右兩筆為點。
- ：第二、三、四筆向外展，與其原字「爪」一致。新字形則相反，向內聚攏。
- ：第三筆作撇，不作點[註 7]。

### 字源及字理方面
- 字形返源：一部分舊字形漢字，相較其對應的主流手寫楷書體，在部分或整体字形结构上更接近它們的篆書體或其字源本字，例如作爲的爲字，寫作爪部的「爲」，而非俗寫的「為」；黃色的黃字，寫作十二畫的，而非十一畫的「黄」；硏究的硏字，右旁寫作前鼻音韻尾的「幵」聲，而非後鼻音韻尾、來源自「井」的「开」聲。
- ：部分字中楷書作點[註 8]，舊字形作直點，如。字源上其第一筆可能來自人的頭部象形或建築物的頂部。
- 𠄞：部分字中楷書作點[註 9]，舊字形作橫，如。字源上其第一筆多來自「辛」或「䇂」部件，或者像「言」字般作指示符號（表示舌之上）的橫筆。
- 亼：不作「亽」。如。
- ：左下為「月」為「舟」的變體，「冂」內作兩點，不是「月」；右下從「巜」，不從「刂」。
- ：末三筆為「豎－橫－橫」。
- ：「入」，不「人」作「内」。
- ⺬：上方「𠄞」。不作「礻」。
- ：从「犬」加撇，不作「友」加點。
- ハ：在「半、平、肖」等「撇－點」結構位於橫畫之上的一些字中，該部件不作「丷」形。
- ·：從「冫」，不作兩點。
- ：從「ㄗ」[註 10]，是跪着的人，不從「龴」。
- ：部首「目」不變形與其他筆畫合併。末筆依篆形作「𠃊」。
- ：頂部「匕」為倒人形，不訛寫作「十」。下方像「鼎」的省形。
- 及：部首「又」不變形與其他筆畫合併。
- ·臥：右旁「人」，不从「卜」。如「咎」字。
- 兼：「⺕」持二「禾」，二「禾」部份筆畫合併，但頂部保留兩撇。
- ：「八」形，不「丷」。
- 半：「ハ」形，不从「丷」。
- 肖：頂部「𡭔」聲，即「小」聲，不作「⺌」。
- 巨：五筆，「工」，不从「匚」。
- 朮·：「儿」形與主榦「十」形剝離，不黏合成「木」形。
- ⺕：中橫出頭而且最長，如「雪、尋、急」。
- 冉·再：「冂」內的中橫左右出頭。

### 区分的部件
- 匚·匸：前者如「匡、匱、匯」，後者如「匿、區、匾、匹」。
- 匕·𠤎：前者如「能、比、此、鹿」，後者如「化、花」。
- 卂·字右旁[註 11]：前者如「迅、訊、汛」，後者如「巩、恐、筑」。
- 丸·執字右旁[註 12]：前者如「丸、紈、汍」，後者如「熟、熱、執、藝」。
- 月·⺼[註 13]·円[註 14]·朕字左旁[註 15]：分別如「明、期、朗」，「肌、胎、胡」，「靑、淸、靜」，「服、朕、勝」。
- ⺝[註 16]·冃：前者如「胄、胃」，後者如「冑、冒」。
- 殳·沒的右旁：前者如「設、般、段」，後者如「沒、莈、歿」。
- 耂·字頭：前者如「孝、嗜」，後者如「者、諸」。
- ·：前者如，是形聲字裏的聲符；後者如「賣」。
- 林·𣏟：前者如「焚、淋、霖」，後者如「麻、麼、痲、潸」。
- 刀·𠂊的右旁：前者如「絕、賴、解」，字源上為真正的刀，後者如「兔、龜、魚、臽、危、色、負」，字源上為動物象形字頭部或人的側身。

## 採用舊字形的電腦字型

### 康熙字典
《康熙字典》所使用的字形稱作康熙字典體，通常被認為是舊字形的規範。在臺灣有時代指廣義的舊字形。《康熙字典》有少數避諱字，如「弘（𢎞）」、「玄（𤣥）」、「燁（𤍞）」等，在现代日常使用时需要注意。
「康熙字典」有时被误用为文悦「TypeLand 康熙字典體」字型的代稱，其是以OCR製作的雕版明體，字量少，字形早於舊字形，存在無法對齊的情況。「TypeLand 康熙字典體」現已被過度使用，出现广泛的未購買版权或盜版使用情形。该字体于2013年被厂商买断，后续文悦再推出「文悦古典明朝体」，优化了部分原字体的问题。其他制作者后续也陆续提供不同电脑字型版本，如《康熙字典網上版》2022年重新校對《康熙字典》字頭所開發的字體「康熙字典體傳承版」。

### 《傳承字形標準化文件》標準
民间開源組織「一點字坊」汇编《傳承字形標準化文件》，其中《傳承字形檢校表》文档考證字源並旨在制定一份兼顧字源、字理、使用習慣和美觀性的標準，拆分和規範一些被混淆的異源部件，並選出最有代表性的傳承字形形體作爲「推薦形體」。《檢校表》也另外提供一些日常生活可見的、不至於字理的其他異體寫法，讓字型廠商可以更靈活調整字形。
该标准的文档和附件以CC-BY 4.0授权公开发布于GitHub。「一點字坊」也提供I.明體（又稱「一點明體」，修改與補充自IPAmj明朝，并使用IPA开源字形授权发布。另有部分开源（例如香港民間字集的傳承字形版字型）和商业字型支援《傳承字形標準化文件》所提供的「推薦形體」。

### 韓國印刷字形
KS X 1001和KS X 1002所規定的字形，通常可以被直接作爲「舊字形」使用，但其某些字形與《康熙字典》字形並不相同，如「音」的首筆作豎、一些「儿」構件作「几」構件等。
部分字体厂商提供的字体参考KS X 1001，如New Batang（新基本體，即明體）、New Gulim（新圓黑體）和New Gungsuh（新宮書體）。New Gungsuh爲按傳承字形寫法製作的楷書，對中文地區的常規楷書習慣來說，有些地方可能不符合，如「辶」寫作兩點等，但在古帖和韓國文獻中也能發現這些寫法。

### 日本舊字體
日本公佈JIS X 0208（而後擴充爲 JIS X 2013）前使用的字形。但在2004年修訂公佈JIS X 0213:2004中某些字形被重新調整爲「舊字形」。一些字因妥協而被列出兩種或多種寫法。

### 其他無定型標準

#### 源于古代版刻的字形
部分字型参考古代雕版的汉字字形，例如「浙江民間書刻體」参考浙江民間書籍、「汲古書體」参考明代刻本、及「字酷堂清楷」按《十三經集字摹本》製作。其中「字酷堂清楷」按傳承字形寫法製作的楷書，對中文地區的常規楷書習慣來說，有些地方可能不符合，但原文獻中就是如此書寫。

#### 「漢字改革」前的活字字形
- 匯文明朝體（直接搜集五六十年代印刷物中的明朝体活字字形而得）
- 文悦古体仿宋（源于聚珍仿宋印刷局的聚珍仿宋活字字形）

#### 當代電腦字型厂商

新細明體更新後改為國字標準字體

现代字型厂商提供多种無標準舊字形的电脑字形，例如justfont、 文鼎（如文鼎黑體、文鼎書苑黑體、文鼎明體）和 華康（如華康黑體（細黑體／W3字重除外）、華康明體、華康圓體、華康儷圓）。其中「当代印刷字形」風格上延續舊字形寫法及風格，但少部分字型的筆畫設計順應當代當代寫法而「新字形」化，而非全然按照舊字形或康熙字典體之字面設計。 2024年8月所发布的开源繁体中文字体，IBM Plex Sans TC，使用的即是「当代印刷字形」風格。
目前最明显使用旧字形的电脑字体有两款：早期Windows提供的「細明體」（或「新細明體」）和Mac的「黑体-繁」，两者皆为当时的默认系统显示字体。但是在部分旧字形反对者恶意投报施压后被厂商修改为新字形。

## 外部連結
Habitat - Hanzi Old Styles （页面存档备份，存于）